# Resultados do Carnaval de Porto Alegre 2025
Os resultados do Carnaval de Porto Alegre em 2025, foram divulgados no dia 17 de março no Complexo Cultural do Porto Seco. A campeã foi a Imperadores do Samba apresentando o enredo: Encantados. A escola conquistou seu 22º título da divisão principal.

## Série Ouro
| Colocação | Escola                     | Enredo                                                                      | Pontos | Punições | Nota                          | Ref.                    |
| --------- | -------------------------- | --------------------------------------------------------------------------- | ------ | -------- | ----------------------------- | ----------------------- |
| 1º        | Imperadores do Samba       | Encantados                                                                  | 240,0  |          |                               | [ 1 ] [ 2 ] [ 3 ] [ 4 ] |
| 2.º       | Restinga                   | São Jorge, Teu Povo Te Ama                                                  | 239,8  |          | Desempate Quesito Tema Enredo | [ 1 ] [ 2 ] [ 3 ] [ 4 ] |
| 3.º       | Unidos de Vila Isabel      | Libertação                                                                  | 239,8  |          | Desempate Quesito Tema Enredo | [ 1 ] [ 2 ] [ 3 ] [ 4 ] |
| 4º        | Fidalgos e Aristocratas    | É Hora de Sintonizar, o Show vai Começar! Eu sou o Rádio, a Voz do Brasil!  | 239,4  |          |                               | [ 1 ] [ 2 ] [ 3 ] [ 4 ] |
| 5º        | Bambas da Orgia            | As Mãos que Embalam uma Vida de Bamba                                       | 239,2  |          |                               | [ 1 ] [ 2 ] [ 3 ] [ 4 ] |
| 6º        | Império do Sol             | Império do Sol, numa história fascinante conta e encanta a Barra do Ribeiro | 239,1  |          |                               | [ 1 ] [ 2 ] [ 3 ] [ 4 ] |
| 7º        | Acadêmicos de Gravataí     | Paraíso Nordestino: Um Repente Encantado de um Povo Arretado                | 238,9  | -1       |                               | [ 1 ] [ 2 ] [ 3 ] [ 4 ] |
| 8º        | Imperatriz Dona Leopoldina | A Cor do Futebol: a Imperatriz Marca um Gol Contra o Preconceito Racial     | 238,2  | -0,3     |                               | [ 1 ] [ 2 ] [ 3 ] [ 4 ] |
| 9º        | Vila do IAPI               | Da Estação da Alegria, á Estação Madureira, a Vila exalta o Império!        | 237,3  |          | Rebaixada                     | [ 1 ] [ 2 ] [ 3 ] [ 4 ] |
| 10º       | Copacabana                 | Escrava Teodora, a que Sabia Mais do que os Sábios Sabiam                   | 236,4  |          | Rebaixada                     | [ 1 ] [ 2 ] [ 3 ] [ 4 ] |

## Série Prata
| Colocação | Escola                        | Pontos | Punição | Nota                           | Ref.        |
| --------- | ----------------------------- | ------ | ------- | ------------------------------ | ----------- |
| 1.º       | União da Tinga                | 239,4  |         | Promovida para série ouro 2026 | [ 1 ] [ 5 ] |
| 2.º       | Protegidos da Princesa Isabel | 239,3  |         |                                | [ 1 ] [ 5 ] |
| 3.º       | Realeza                       | 238,8  | -0,1    |                                | [ 1 ] [ 5 ] |
| 4.º       | Praiana                       | 238,6  | -0,1    |                                | [ 1 ] [ 5 ] |
| 5.º       | Filhos de Maria               | 238,4  |         |                                | [ 1 ] [ 5 ] |
| 6.º       | Unidos da Vila Mapa           | 238,0  | -0,2    |                                | [ 1 ] [ 5 ] |
| 7.º       | Império da Zona Norte         | 237,8  | -0,1    | Rebaixada                      | [ 1 ] [ 5 ] |

## Série Bronze
| Colocação | Escola                                     | Pontos | Punição | Nota                            | Ref.  |
| --------- | ------------------------------------------ | ------ | ------- | ------------------------------- | ----- |
| 1.º       | Cohab-Santa Rita                           | 139,5  |         | Promovida para série prata 2026 | [ 6 ] |
| 2.º       | Unidos do Guajuviras                       | 138,9  |         | Desempate Samba Enredo          | [ 6 ] |
| 3.º       | Mocidade Independente da Lomba do Pinheiro | 138,9  |         | Desempate Samba Enredo          | [ 6 ] |
| 4.º       | Samba Puro                                 | 137,5  | -1,4    |                                 | [ 6 ] |
| 5.º       | Império dos Herdeiros                      | 136,5  | -1,5    |                                 | [ 6 ] |
| 6.º       | Acadêmicos da Orgia                        | 132,8  | -0,4    |                                 | [ 6 ] |
| 7.º       | Filhos da Candinha                         | *      | -21,4   | Desclassificada                 | [ 6 ] |